# Nishi Amane
Nishi Amane (西 周 ngày 7 tháng 3 năm 1829 – ngày 30 tháng 1 năm 1897) là một nhà triết học trong thời kỳ Minh Trị đã giúp giới thiệu triết học phương Tây vào giáo dục chính thống của Nhật Bản.